# アンリ・ドゥッシュ＝ド＝ラ＝ムルト

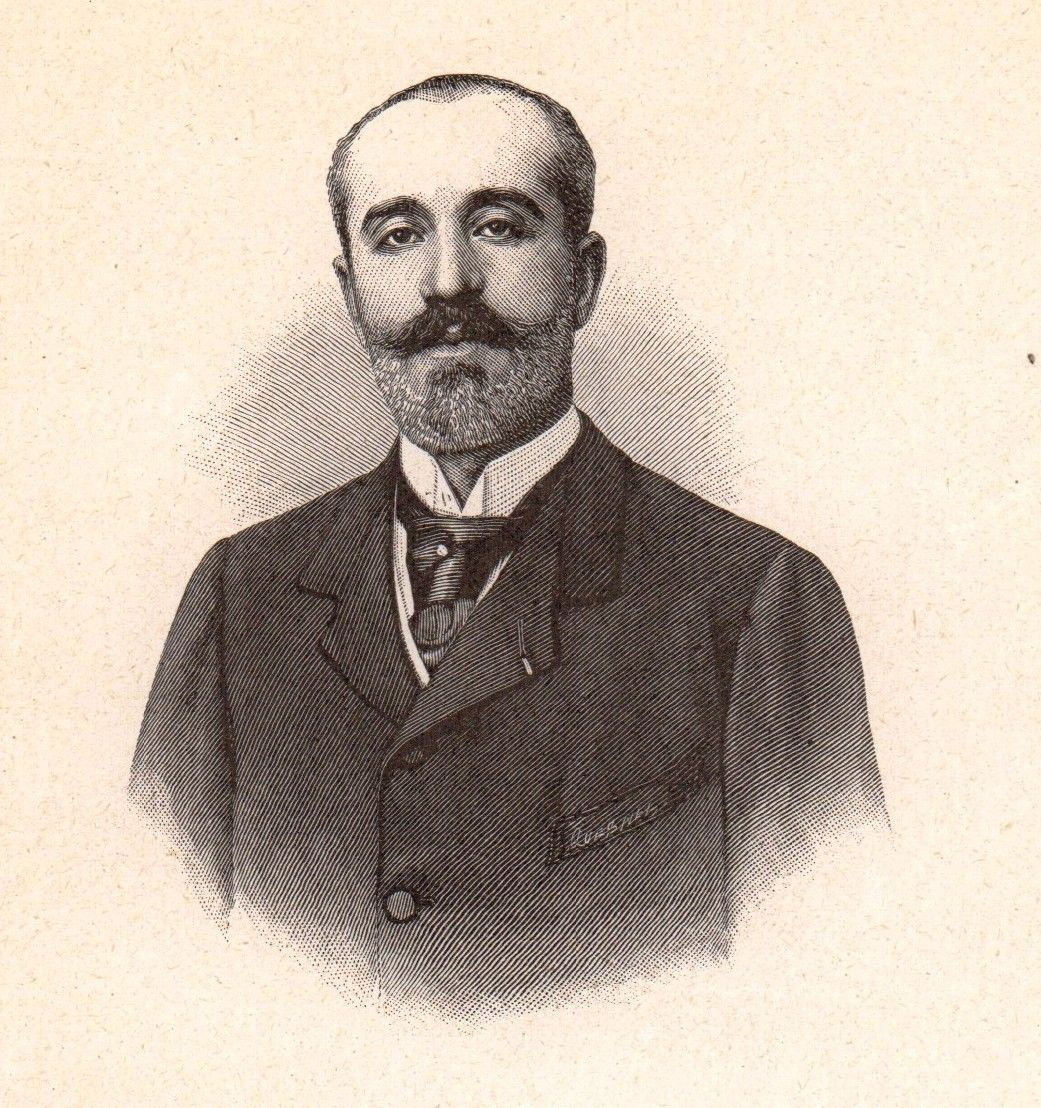
Henri Deutsch de la Meurthe

アンリ・ドゥッシュ＝ド＝ラ＝ムルト（Henri Deutsch de la Meurthe、1846年9月25日 - 1919年11月24日）は、フランスの実業家で、航空技術の発展のためのパトロンとして知られる。ヨーロッパの石油王と呼ばれ、記念碑的な飛行に賞金を提供して賞を設けて、航空の発展に貢献した。

## 生涯
1845年にLa Villetteに植物油の製造と販売する会社を開いたアレキサンダー・ドゥッシュ(Venu Lorraine Alexander Deutsch)の息子に生まれた。1859年にペンシルベニアで石油が発見されると、父親のドゥッシュはフランスにおける石油の用途の研究と開発を行った。1877年に2人の息子、アンリとエミールも石油精製業に入り、1889年にロスチャイルド兄弟と共同でスペインでの石油精製業を始め、その時点でファミリーネームにド＝ラ＝ムルトを付け加えた。
アンリ・ドゥッシュは石油販売の将来性は内燃機関の普及にかかっていることを認識しており、自動車の開発を企画し、航空の発展に情熱を傾けた。エルネスト・アルシュデック、ギュスターヴ・エッフェルとともにフランス飛行クラブを設立した。航空のパイオニアたちの意欲を高めるために、自らの資金を提供し、いくつかの航空のための賞を創設した。
1906年にウィルバー・ライトとハート・バーグと共同で、ライトの飛行機をフランス政府に販売するための会社を設立したが、成功しなかった。ライト兄弟の特許を購入し、1908年8月8日のル・マンでのウィルバー・ライトのデモ飛行を企画した会社に対する援助も行った。また航空メーカーのソシエテ・アストラ (1909年)とニューポール(1911年)に出資した。1909年5月航空工学の理論と輸送機の開発のためにサン＝シール＝レコールの航空研究所に寄付を行った。
1911年5月21日、パリからマドリード間の航空レースでおきた事故で重傷を負った。1912年レジオンドヌール勲章を受勲した。

## 賞

### ドゥッシュ賞（Prix Deutsch de la Meurthe）
1900年4月、サンクルー公園から11km離れたエッフェル塔を回って30分以内に公園に戻る飛行に50,000フランの懸賞、ドゥッシュ賞（Deutsch de la Meurthe prize）を設けた。期限は1901年5月1日から1903年10月1日の間であった。アルベルト・サントス・デュモンはドゥッシュ賞に挑戦するために、それまでの自分の飛行船より大型化した飛行船Number 5.を作った。1901年8月8日の飛行では、飛行船は水素が洩れて、下降を始めトロカデロホテルの屋根を越えることができなくなった。サントス・デュモンはホテルの壁にひっかかったゴンドラから、観衆の助けをかりてホテルの屋根に逃れ、飛行船の爆発から無傷で逃れた。飛行船の改良と試験の後10月19日、飛行船Number 6.で挑戦を行った。9分でエッフェル塔を回ったが、エンジン故障が発生し、サントス・デュモンは、命綱なしでゴンドラのレールを登り修理を行い、再起動に成功した。飛行船はぎりぎりの時間でゴールラインを通過した。アンリ・ドゥッシュはすぐにサントス・デュモンを祝福したが、計時係は40秒規定の時間を超過したと発表した。飛行を見ていた人々や新聞などからの抗議があったが、すぐには賞は与えられなかった。委員会の議論の末、2週間後に賞と賞金がサントス・デュモンに贈られ、サントス・デュモンは賞金の半分を飛行船製作に携わった人々に分け、半分をパリの貧しい人々のために寄付した。

### ドゥッシュ・アルシュデック賞(Grand Prix d'Aviation Deutsche-Archdeacon)
1904年、エルネスト・アルシュデックとともに、1kmの周回飛行を行った飛行機のパイロットに50,000フランの懸賞、ドゥッシュ・アルシュデック賞を設けた。1908年1月13日、アンリ・ファルマンが獲得した。